# Moetolo
Le moetolo (en samoan et tokelau moetotolo, en niuéen tolopo, en maori des îles Cook motoro) est, dans plusieurs îles de Polynésie (dont Samoa, Wallis-et-Futuna, Tuvalu, Tokelau et Tahiti), un viol perpétré par un homme sur une jeune femme en s'introduisant la nuit chez elle. Aux Samoa, le moetolo vise à déflorer la jeune femme et lui faire perdre sa virginité afin d'apporter la honte et le déshonneur sur sa famille.

## Étymologie
Le terme moetolo est constitué des termes moe (dormir) et tolo (ramper). Il se réfère aux hommes qui rampent jusqu'à l'intérieur des maisons alors que ses occupants sont endormis.

## Modes d'action
Le moetolo est généralement perpétré pendant la nuit, alors que la victime dort. L'homme (en général un adolescent ou un jeune adulte) entre dans l'habitation d'une jeune femme, et cherche à avoir un rapport sexuel avec elle ou à la pénétrer. Si l'agresseur est pris sur le fait, il peut être sévèrement battu par le reste de la famille ; s'il revient, l'homme prouve sa bravoure aux yeux de ses pairs.
La définition du moetolo varie selon les sources écrites. La pratique est ancienne, mais semble difficile à documenter car les violences sexuelles sont souvent des sujets tabous dans les sociétés polynésiennes, et de tels actes ont pu être camouflés à travers des métaphores.

### Samoa
Aux Samoa, le moetolo vise à déflorer la jeune femme et lui faire perdre sa virginité afin d'apporter la honte et le déshonneur sur sa famille. La pratique est connue avant l'arrivée des Occidentaux, et a encore lieu au XXIe siècle. Lorsqu'un individu moetolo est pris sur le fait, il est souvent battu par les hommes de la famille et puni par son village.

### Tahiti
On retrouve à Tahiti un terme similaire sous le nom de mōtoro (qui signifie en tahitien « ramper la nuit »), bien que la pratique soit différente : il s'agit pour l'homme de pénétrer en rampant la nuit dans une maison pour parler à une femme et la convaincre d'avoir un rapport sexuel. S'il n'y a pas coercition physique, l'objectif poursuivi par le garçon est d'insister le plus possible « pour que la jeune fille cède sans protester ». Pour l'anthropologue Patrick Cerf, cette pratique est sensiblement différente du moetolo samoan. Toutefois, un autre terme est utilisé en tahitien, māfera, pour désigner la pratique de « surprendre une personne du sexe opposée quand elle dort », qui est traduit par viol et implique une contrainte.
Cette pratique est ancienne, et d'après Patrick Cerf, largement encouragée dans la société tahitienne pré-coloniale. D'après cet anthropologue, elle représentait « une soupape, un exutoire nécessaire après l'avènement de la répression sexuelle imposée par les missionnaires ».

### Tokelau
Dans un article de 1988, le moetolo est décrit à Tokelau comme « une infraction (offence) commise la nuit en entrant dans l'habitation d'une autre personne dans l'objectif d'obtenir une relation sexuelle. Typiquement, cela inclut des attouchements ou le contact avec les vêtements d'une personne qui dort dans la maison. Il ne s'agit pas d'un rapport sexuel ». À Atafu, cela est puni de dix ans d'exil. Dans une enquête menée en 2015 parmi de nombreuses communautés polynésiennes en Nouvelle-Zélande, les participants tokelauans indiquent que le moetolo est perçu comme une source de honte pour l'homme qui commet l'acte et pour sa famille ; la famille de la victime peut décider de sa punition.

### Tuvalu
À Tuvalu, le moetolo est décrit par Simati Faaniu (1983) comme le fait d'« entrer illégalement dans la maison de la fille quand tout le monde est parti se coucher ». Pour cet auteur, la rencontre est arrangée à l'avance entre le jeune homme et la jeune femme, mais si le jeune homme est pris par la famille réveillée, il risque d'être puni.

### Wallis
Pierre-Chanel Simutoga décrit cette pratique à Wallis : 

« les jeunes garçons (...) pratiquent souvent le moetolo après que la Lune s'est couchée, tard dans la nuit au moment où le sommeil profond atteint tout le monde. Le garçon, enduit d'huile de coco pour pouvoir glisser entre les doigts de ses éventuels poursuivants et ne leur laisser aucun indice, après avoir déposé son paréo (...) à l'extérieur, pénètre dans le fale [habitation] de la maisonnée à la recherche de la fille (...) Certains arrivent à leurs fins, d'autres procèdent simplement à des attouchements sur la personne convoitée. »

## Contexte

### Valeur de la virginité
Dans la culture wallisienne, la virginité est liée à la pureté : une fille vierge est considérée comme sacrée (tapu, un terme signifiant également « interdite, réservée »). « La virginité des jeunes filles [est] considérée comme un « bien de valeur » (koloa) pour la famille ». Cette conception de la pureté féminine est partagée par de nombreuses cultures polynésiennes.

### Défloration rituelle (Samoa)
Aux Samoa, avant l'arrivée des missionnaires, le mari — ou un personnage de haut rang — déflorait publiquement la fiancée avec ses doigts pendant la cérémonie du mariage traditionnel. Au besoin, la jeune fille était maintenue de force. Le sang coulant de l'hymen déchiré était recueilli sur une étoffe blanche montrée à toute l'assistance, et les femmes présentes se l'appliquaient sur le corps, donnant lieu à des manifestations de joie. Ce sang devait constituer une preuve de la virginité de l'épouse, mais il symbolisait surtout le pouvoir de donner la vie,. Si la jeune femme avait eu un rapport sexuel avant cette cérémonie, les Samoans considéraient qu'elle avait « perdu » ce sang de la défloration et qu'elle était devenue « asséchée », risquant de devenir stérile. Le rite de la défloration publique s'est maintenu jusqu'aux années 1950.